# Винчестерный тоннель Северо-Западной хорды

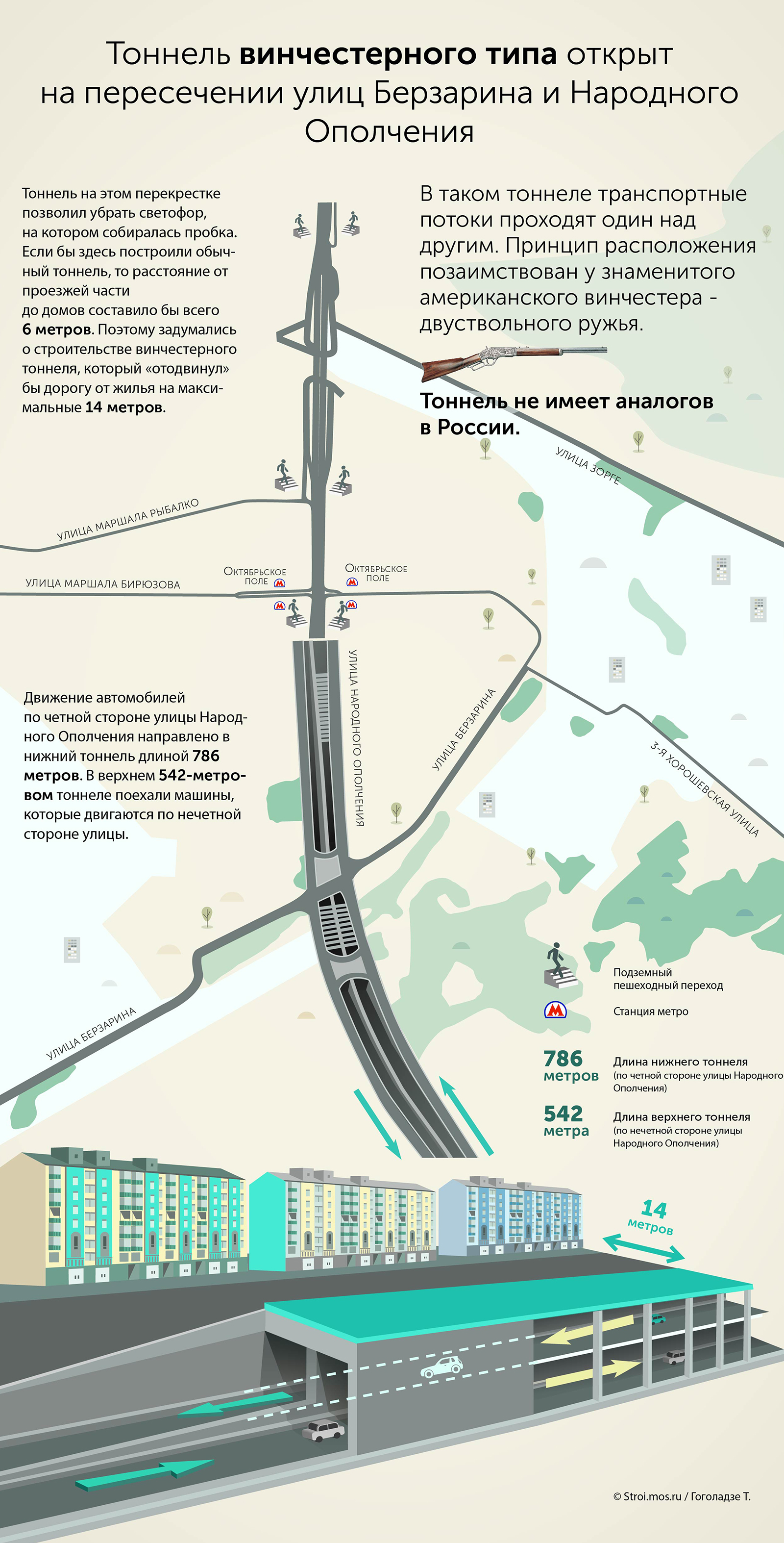
Карта Винчестерного тоннеля Северо-Западной хорды

Винче́стерный тонне́ль Се́веро-За́падной хо́рды — автомобильный тоннель в Москве, пропускающий улицу Народного Ополчения под улицей Берзарина и подъездным железнодорожным путём от станции МЦК Зорге; составная часть Северо-Западной хорды. Открыт 13 сентября 2016 года. Первый в России тоннель винчестерного типа.

## История

### Проект
Винчестерный тоннель имеет два яруса, движение по которым осуществляется в противоположных направлениях.

Выбор варианта «классического» тоннеля привёл бы к тому, что при расширении улицы Народного Ополчения края дороги подступили бы практически вплотную к жилым домам. Чтобы избежать этого, был выбран вариант строительства неординарного инженерного сооружения.
Движение автомобилей по четной стороне ул. Народного Ополчения будет направлено в нижний тоннель длиной 786 м, который пройдет на глубине 12,5 м. Верхний, 542-метровый тоннель расположат в 10 м от поверхности земли.
Проектная стоимость составила 6 миллиардов рублей.

### Строительство
Начато в 2013 году. Окончено в сентябре 2016 года.

### Организация движения во время строительства
В связи со строительством тоннеля часть улицы Народного Ополчения была перекрыта. Был оставлен проезд только для общественного транспорта.